# Ampurdán
El Ampurdán (en catalán, l'Empordà) es una comarca histórica de Cataluña (España), comprendida entre las sierras de La Albera y Las Gavarras. Está situada en la provincia de Gerona. Coincide aproximadamente con los límites del antiguo condado de Ampurias. La comarca toma su nombre de la colonia griega de Ampurias (Emporion).
En la división comarcal de 1936 dos comarcas administrativas recibieron su nombre: el Alto Ampurdán y el Bajo Ampurdán, y en una docena de municipios más limítrofes a estas dos, diseminados actualmente entre las comarcas del Gironés y el Pla de l'Estany. El nombre deriva de Ampurias (Empórion en griego antiguo, o Emporiae en latín) que significa «los mercados».
La ciudad de Figueras, principal núcleo urbano y polo económico y comercial del Ampurdán, fue designada capital del Alto Ampurdán, mientras que La Bisbal del Ampurdán, entonces un centro de producción industrial cerámica y corchotaponera, lo fue del Bajo Ampurdán.
La gente del Ampurdán suele definirse, generalmente, a sí misma como ampurdanesa, ignorando mayoritariamente las fronteras administrativas resultantes de las sucesivas divisiones comarcales desde la realizada en 1936, división que tuvo globalmente más en cuenta criterios económicos y de mercado que históricos, naturales, geográficos o culturales.

## Historia
La comarca ya estaba habitada en la prehistoria. Hay numerosas cuevas que sirvieron como refugio para el hombre paleolítico inferior y medio en el macizo del Montgrí. También hay importantes conjuntos del megalítico en el macizo de Las Gavarras o en el macizo de Cadiretes, destacando los dolmen de Fitor.
Los griegos se instalaron muy cerca de la actual comarca, en Rhode en el siglo VIII a. C. y en Ampurias a principios del siglo VI a. C.. Posteriormente el pueblo ibero se fundará una ciudad en la zona en el siglo VI a. C., aunque los  romanos colonizarán posteriormente el territorio.
El Bajo Ampurdán sufrió en los III y V invasiones bárbaras que empobrecieron notablemente la comarca.
No se han conservado grandes muestras del paso de los visigodos y los árabes, ya que rápidamente aparecen vestigios del Reino Franco. 
La división administrativa del Imperio Carolingio repartió el territorio catalán en condados. Mientras en el norte de la comarca actual del Alto Ampurdán estaba organizado en torno al entorno del Condado de Ampuerias, el resto eran feudos o subfeudos del Obispo de Gerona o de otros barones.

## Geografía
El Ampurdán limita al norte con la sierra de la Albera, que compone las estribaciones más orientales de la cordillera pirenaica y que acaba en el mar en el cabo de Creus. A esta parte montañosa se la conocía de forma tradicional como el Alto Ampurias mientras que la parte situada en el llano era conocida como el Bajo Ampurdán. Esta llanura está dividida por el macizo del Montgrí comprende al norte la llanura por la que discurren antes de desembocar en el mar los ríos Muga y Fluviá y al sur la parte conocida como "l'Empordanet", comprendido entre el mencionado macizo del Montgrí, la costa, el río Ter y al oeste el macizo de Las Gavarras. La capital de esta zona, que hoy coincide con la comarca administrativa del Bajo Ampurdán, es La Bisbal, mientras que la situada al norte, cuya capital histórica fue la villa de Castellón de Ampurias, comprende la comarca administrativa del Alto Ampurdán y tiene por capital actual a la ciudad de Figueras.

## Demografía
Contando los municipios del Alt y el Baix, la comarca histórica sin uso administrativo del Ampurdán tiene 104 municipios y 283.443 habitantes. Ocupa una superficie de 2.261,62 km² y una altitud de 40 m.
Las principales poblaciones del Ampurdán, por número de habitantes, son:
| Municipio                               | Población | Comarca       |
| --------------------------------------- | --------- | ------------- |
| Figueras                                | 47.088    | Alto Ampurdán |
| Palafrugell                             | 23.396    | Bajo Ampurdán |
| San Feliu de Guixols                    | 22.149    | Bajo Ampurdán |
| Rosas                                   | 19.907    | Alto Ampurdán |
| Palamós                                 | 18.145    | Bajo Ampurdán |
| Torroella de Montgrí i l'Estartit       | 12.061    | Bajo Ampurdán |
| Castillo de Aro, Playa de Aro y s'Agaró | 11.757    | Bajo Ampurdán |
| Calonge iy San Antonio                  | 11.712    | Bajo Ampurdán |
| Castellón de Ampurias                   | 11.611    | Alto Ampurdán |
| La Bisbal del Ampurdán                  | 11.163    | Bajo Ampurdán |
| La Escala                               | 10.520    | Alto Ampurdán |
| Santa Cristina de Aro                   | 5.585     | Bajo Ampurdán |
| Vilafan                                 | 5.562     | Alto Ampurdán |
| Llansá                                  | 4.905     | Alto Ampurdán |
| Bagur                                   | 4.177     | Bajo Ampurdán |

## Lugares de interés

### Espacios y parques naturales
- Parque Natural del Cabo de Creus
- Parque Natural del Montgrí, las Islas Medas y el Bajo Ter
- Espacio de Interés Natural Macizo de las Gavarras
- Parque Natural de los Aiguamolls del Ampurdán
- Espacio de Interés Natural Macizo de las Salinas
- Macizo de Cadiretas - Ardeña
- Montañas de Bagur
- Sierra de las Salinas

### Patrimonio
- Ruinas del yacimiento grecorromano de Ampurias
- Ciudad Íbera de Ullestret
- Monasterio de San Pedro de Roda
- Castillo de la Bisbal del Ampurdán
- Castillo de Peralada
- Castillo de San Fernando de Figueras
- Pueblo medieval de Monells
- Pueblo medieval de Peratallada
- Ciutadela de Rosas

### Museos
- Museo de la Pesca de Palamós
- Museo Terracotta de la Bisbal del Ampurdán
- Museo del Juguete de Figueras
- Museo de la Mediterránea de Torroella de Montgrí
- Museo de Arqueología de Cataluña - Sede Ullestret
- Museo de Arqueología de Cataluña - Sede Ampurias
- Museo del Ampurdán de Figueras
- Museo de Historia de San Feliu de Guixols
- Museo del Exilio de la Junquera

## Gastronomía
La cocina del Ampurdán es llamada la cocina del mar i muntanya y a veces como la "reserva gastronómica" de Cataluña. En el Ampurdán, el mar da pescado y marisco; la llanura, frutas y verduras; y la montaña, carnes y quesos. Por eso, la cocina ampurdanesa está llena de contrastes, de mar y montaña.
En septiembre de 2003 nació la Marca de garantia Productes de l'Empordà, gestionada por los consejos comarcales del Alto y el Bajo Ampurdán y con el apoyo de un colectivo de productores, que tiene por objetivo personalizar y reconocer los productos propios del Ampurdán y ayudar a promocionar su comercialización. Los productos adheridos a la marca son el Arroz de Pals, la Butifarra dulce, los Buñuelos del Ampurdán, la Cebolla de Figueras, la Judía del Ojo Rubio, la Gamba de Palamós, la Manzana de relleno de Vilabertran, y el Recocido y el recocido de trapo de Ullestret y Fonteta.

### Técnicas culinarias
Las técnicas culinarias típicas del Empordà son el sofrito y la picada.

### Productos típicos
Los productos típicos del Ampurdán son el arroz de Pals, las anchoas de la Escala, la butifarra blanca, la butifarra dulce, los buñuelos del Ampurdán, la cebolla de Figueras, las judías del ojo rubio, las gambas de Palamós, y los taps de Cadaqués.

### Platos típicos
Algunos platos típicos de la gastronomía ampurdanesa son el mar i muntanya, (por ejemplo, el pollo con cigalas o con langosta), las manzanas de relleno y la sepia con guisantes.
Destaca también es niu, un plato muy antiguo de Palafrugell y los dulces de las pastelerías de la Bisbal del Ampurdán (bisbalenc, rus, mil·lenni, càntir y las galletas Graupera).

## La costa
La costa del Ampurdán forma parte de la Costa Brava y comprende desde los acantilados y pequeñas playas que se encuentran al norte, entre la frontera francesa y el cabo de Creus y a la altura del macizo del Montgrí, frente al cual se encuentran las Islas Medas hasta largas playas de fina arena en la bahía de Rosas, que se extiende desde el cabo de Creus al macizo del Montgrí, destacando en esta zona de parque natural de las Marismas del Ampurdán y la playa de dunas de San Pedro Pescador. Al sur del macizo del Montgrí se encuentra la desembocadura del Ter y extensas playas como la de Pals hasta el cabo de Bagur donde la costa vuelve a levantarse sobre el mar para formar acantilados y calas.

## La tramontana
La presencia de la tramontana —un viento frío y turbulento del norte— es particularmente intensa en el Ampurdán, y son numerosas las referencias literarias y artísticas a este viento, que forma parte esencial de la caracterización literaria y simbólica de la comarca, a la que han contribuido decisivamente numerosos literatos y artistas, como Josep Pla o Salvador Dalí ambos nativos de la comarca. El poeta - también ampurdanés - Carles Fages de Climent escribió la oración al Cristo de la Tramontana, muy popular en el Ampurdán, que luego inspiraría un lienzo de su amigo Salvador Dalí, expuesto en el Teatro-Museo Dalí. También Gabriel García Márquez se refiere a la tramontana en Doce Cuentos Peregrinos.

## Gastronomía
La cocina del Ampurdán se la conoce como la cocina del mar y la montaña o también como la reserva gastronómica de Cataluña
La gastronomía del Ampurdán está influida por su naturaleza marítima, complementada con zonas de interior de secano, zonas de bosques de montaña y con las marismas de los deltas de los ríos Muga, Fluviá y Ter. Los elementos principales son el pescado, el cerdo, el embutido, las aves de corral y las verduras. La afluencia de turismo ha creado un sector de restauración destacable, que ha impactado en la oferta gastronómica con la creación de varios restaurantes de alta gama, entre ellos El Bulli de Ferran Adrià en Rosas.